# U 422 (Kriegsmarine)
De U 422 was een VIIC-klasse U-boot van de Duitse Kriegsmarine tijdens de Tweede Wereldoorlog. De U-boot werd gecommandeerd door Oberleutnant Wolfgang Poeschel. De commandant voerde zijn eerste patrouille uit vanaf 1 augustus 1943 tot 4 oktober 1943. De U 422 heeft geen enkel schip tot zinken gebracht.

## Ondergang
De U 422 werd tot zinken gebracht op 4 oktober 1943, ten noorden van de Azoren, in positie 45° 13′ 0″ NB, 28° 58′ 0″ WL door dieptebommen van Grumman TBF Avenger torpedobommenwerpers en begeleidende Grumman F4F Wildcat jachtvliegtuigen van het Amerikaanse escorte-vliegdekschip USS Card. Alle 49 bemanningsleden, waaronder commandant Wolfgang Poeschel kwamen daarbij om.